# 达那乡
达那乡（藏語：སྟག་སྣ་），是中华人民共和国西藏自治区日喀则市南木林县下辖的一个乡镇级行政单位。

## 行政区划
达那乡下辖以下地区：
空朗村、塔冲村、达那村和唐果村。

## 交通
- 562国道